# Wolfgang Jaenicke
Wolfgang Jaenicke (né le 17 octobre 1881 à Breslau et mort le 5 avril 1968 à Lenggries) est un homme politique allemand (DStP) et diplomate. 

## Biographie

### Empire allemand
Wolfgang Jaenicke est le fils du maire de Breslau, Karl Jaenicke (de) et de Bettina Asch (1857-1931). Sa mère est issue d'une famille juive. Sa sœur Kaethe épouse le compositeur Edmund Nick. Dans sa jeunesse, Jaenicke étudie au lycée de Breslau, où il obtient son diplôme d'études secondaires en 1900. Il étudie ensuite le droit et les sciences politiques de 1900 à 1904 à Fribourg, Berlin et Breslau. En 1904, il devient avocat stagiaire, en 1908 greffier du tribunal et en 1909 assistant juridique au bureau du magistrat de Berlin-Lichtenberg. En 1910, il devient magistrat à Elbing. La même année, il devient conseiller municipal de Potsdam . 
Après avoir été conseiller municipal à Zeitz de 1909 à 1913, Jaenicke, qui s'est marié en 1910, est maire d'Elbing de 1913 à 1914. En 1918, il devient maire de Zeitz. Pendant la Première Guerre mondiale, il reçoit la Croix de fer des deux classes et la Croix du Mérite militaire autrichienne III. classe avec épées.

### République de Weimar et l'époque du national-socialisme
En 1919, Jaenicke est nommé président du district de Breslau. Lorsque la ville de Breslau est occupée le 13 mars 1920 par des partisans du gouvernement du coup d'État de Berlin dirigé par Wolfgang Kapp, Jaenicke réussi, contrairement au président Philipp et au président de la police Voigt, à échapperà l'arrestation des comploteurs du coup d'État parce qu'il se trouvait à l'extérieur de la ville ce jour-là. Les jours suivants, il agit contre les putschistes et maintient des contacts avec les représentants du SPD et des syndicats ainsi qu'avec les fidèles fonctionnaires de Breslau. Après le départ des putschistes de Breslau le 17 mars, Jaenicke peut reprendre officiellement ses fonctions. Au total, il est resté en fonction pendant près de dix ans encore, jusqu'en 1930. En 1920, afin de faire face aux conséquences du putsch de Kapp, Jaenicke est également nommé commissaire du gouvernement pour l'état d'urgence pour toute la province de Silésie en 1920. En outre, de 1919 à 1926, il est le commissaire du Reich et de l'État pour la mise en œuvre de la rétrocession des régions du sud de Posen et de Silésie centrale à la Pologne en vertu du traité de Versailles. En outre, il occupe le poste de commissaire d'État pour la foire de Breslau. 
Dans les années 1928/1929, Jaenicke travaillée comme représentant spécial du gouvernement du Reich en Inde et en Birmanie. Le 7 juin 1930, Jaenicke devient président du district de Potsdam et il est également responsable de l'administration des voies navigables entre l'Elbe et l'Oder. En 1933, il est démis de ses fonctions par les nationaux-socialistes. 
Pendant la République de Weimar, Jaenicke s'engage dans le Parti démocrate allemand (DStP). Aux élections du Reichstag de septembre 1930, Jaenicke devient du Reichstag, où il représente la circonscription 8 (Liegnitz) jusqu'aux élections de juillet 1932. 
Fin 1933, Jaenicke est déporté à l'avant-poste diplomatique d'un conseiller du gouvernement national chinois sur les réformes administratives. En Chine, il suggère de réduire l'appareil administratif des capitales provinciales et un recours accru aux fonctionnaires au niveau des districts afin de renforcer le lien avec la population. En 1936, il rentre finalement en Allemagne. 

### Après-guerre
Après la Seconde Guerre mondiale, Jaenicke est nommé fin 1945 commissaire d'État aux réfugiés dans le gouvernement de l'État bavarois, dont il est le seul membre protestant et non membre du parti. Depuis 1947, il porte le titre de secrétaire d'État. 
En 1952, Jaenicke est envoyé à Karachi comme premier ambassadeur d'Allemagne au Pakistan. En mars 1954, Konrad Adenauer nomme Jaenicke ambassadeur d'Allemagne près le Saint-Siège, où il reste jusqu'en 1957. Jaenicke est honoré à plusieurs reprises au cours des dernières années de sa vie. En 1953, il est fait Grand commandeur de l'ordre du Mérite de la République fédérale d'Allemagne, en 1959 l'Ordre bavarois du Mérite et en 1963 un doctorat honorifique de la faculté de droit de l'Université de Cologne. 

## Travaux
- Vergleichstabelle der preußischen Regierungsbezirke, Breslau 1926.
- Vier Jahre Betreuung der Vertriebenen in Bayern 1945-1949, 1950.
- Arbeit schafft Heimat, München 1950.
- La Silésie, une gage de paix, Göttingen 1959.
- Die Bedeutung Schlesiens für Deutschland, Stuttgart 1962.
- Tagebuch während des Kapp-Putsches, in: Herbert Hupka (de) (Hrsg.): Leben in Schlesien, München 1962.
- Das Ringen um die Macht im Fernen Osten. Vorgeschichte des Chinesisch-Japanischen Krieges 1937 auf politischem und wirtschaftlichem Gebiet und die Auswirkungen auf die Gegenwart, Würzburg 1963.
- Denke ich an Schlesien, s.l.e.a. (Neuauflage von Leben in Schlesien)

## Honneurs
- Grand commandeur de l'ordre du Mérite de la République fédérale d'Allemagne
- 1959: Ordre bavarois du Mérite
- 1961: Bouclier silésien de l'équipe de Silésie